# Lala (Cameroun)
Pour les articles homonymes, voir Lala.
Lala est un village du Cameroun situé dans la région de l'Est et dans le département de la Kadey. Lala fait partie de la commune de Kette et du canton de Baya-Ouest.

## Population
Lors du recensement de 2005, Lala comptait 672 habitants, dont 331 hommes et 341 femmes.
En 1965, on y dénombrait 384 habitants.

## Infrastructures
En 1965, Baya était desservi par la route de Batouri à Ngoura et à Bétaré-Oya. Il y avait une école à cycle incomplet. 